# Nikolaï Knyjov
Nikolaï Aleksandrovitch Knyjov - en russe : Николай Александрович Кныжов et en anglais : Nikolai Knyzhov - (né le 20 mars 1998 à Kemerovo en Russie) est un joueur professionnel russe de hockey sur glace. Il évolue au poste de défenseur.

## Biographie

### Carrière en club
Formé à l'Energuia Kemerovo, il poursuit sa formation aux États-Unis. Il est choisi au premier tour, en quarante-et-unième position par les Pats de Regina lors de la sélection européenne 2015 de la Ligue canadienne de hockey. Il commence sa carrière junior en 2015-2016 avec les Pats dans la Ligue de hockey de l'Ouest. La saison suivante, il retourne en Russie à Saint-Pétersbourg. Il joue ses premiers matchs en senior en 2017-2018 avec le SKA-Neva dans la VHL, le deuxième niveau russe. Lors de la saison suivante, il découvre la KHL en disputant trois matchs avec le SKA Saint-Pétersbourg. Il signe un contrat avec les Sharks de San José le 2 juillet 2019. Il est assigné au Barracuda de San José, club ferme des Sharks dans la Ligue américaine de hockey. Le 7 mars 2020, il joue son premier match avec les Sharks dans la Ligue nationale de hockey face aux Sénateurs d'Ottawa. Le 9 février 2021, il marque son premier point dans la LNH, une assistance face aux Kings de Los Angeles. Il marque son premier but dans la LNH, celui de la victoire face au Wild du Minnesota, le 31 mars 2021.

### Carrière internationale
Il représente la Russie en sélections jeunes.

## Statistiques

### En club
| Saison     | Équipe                            | Ligue      |    | Saison régulière | Saison régulière | Saison régulière | Saison régulière | Saison régulière |   | Séries éliminatoires | Séries éliminatoires | Séries éliminatoires | Séries éliminatoires | Séries éliminatoires |
| Saison     | Équipe                            | Ligue      | PJ | B                | A                | Pts              | Pun              | PJ               | B | A                    | Pts                  | Pun                  |                      |                      |
| 2015-2016  | Pats de Regina                    | LHOu       | 19 | 0                | 1                | 1                | 8                | -                | - | -                    | -                    | -                    |                      |                      |
| 2015-2016  | Jr. Blues de Springfield          | NAHL       | 17 | 0                | 3                | 3                | 8                | -                | - | -                    | -                    | -                    |                      |                      |
| 2016-2017  | Bruins d'Austin                   | NAHL       | 4  | 0                | 0                | 0                | 0                | -                | - | -                    | -                    | -                    |                      |                      |
| 2016-2017  | Serebrianye Lvy Saint-Pétersbourg | MHL        | 41 | 1                | 7                | 8                | 24               | -                | - | -                    | -                    | -                    |                      |                      |
| 2017-2018  | SKA-Neva                          | VHL        | 33 | 2                | 4                | 6                | 16               | 12               | 0 | 1                    | 1                    | 2                    |                      |                      |
| 2017-2018  | Serebrianye Lvy Saint-Pétersbourg | MHL        | 9  | 1                | 5                | 6                | 10               | -                | - | -                    | -                    | -                    |                      |                      |
| 2018-2019  | SKA-Neva                          | VHL        | 46 | 1                | 4                | 5                | 22               | 11               | 0 | 1                    | 1                    | 4                    |                      |                      |
| 2018-2019  | SKA Saint-Pétersbourg             | KHL        | 3  | 0                | 0                | 0                | 0                | -                | - | -                    | -                    | -                    |                      |                      |
| 2018-2019  | SKA-Variagui im. Morozova         | MHL        | 4  | 0                | 4                | 4                | 4                | -                | - | -                    | -                    | -                    |                      |                      |
| 2019-2020  | Barracuda de San José             | LAH        | 33 | 1                | 4                | 5                | 22               | -                | - | -                    | -                    | -                    |                      |                      |
| 2019-2020  | Sharks de San José                | LNH        | 3  | 0                | 0                | 0                | 2                | -                | - | -                    | -                    | -                    |                      |                      |
| 2020-2021  | Sharks de San José                | LNH        | 56 | 2                | 8                | 10               | 39               | -                | - | -                    | -                    | -                    |                      |                      |
| 2022-2023  | Barracuda de San José             | LAH        | 19 | 0                | 2                | 2                | 7                | -                | - | -                    | -                    | -                    |                      |                      |
| 2022-2023  | Sharks de San José                | LNH        | 12 | 1                | 0                | 1                | 8                | -                | - | -                    | -                    | -                    |                      |                      |
| 2023-2024  | Barracuda de San José             | LAH        | 40 | 3                | 11               | 14               | 24               | -                | - | -                    | -                    | -                    |                      |                      |
| 2023-2024  | Sharks de San José                | LNH        | 10 | 0                | 1                | 1                | 6                | -                | - | -                    | -                    | -                    |                      |                      |
| 2024-2025  | Cyclones de Cincinnati            | ECHL       | 6  | 0                | 1                | 1                | 2                | -                | - | -                    | -                    | -                    |                      |                      |
| 2024-2025  | Penguins de Wilkes-Barre/Scranton | LAH        | 14 | 2                | 4                | 6                | 19               | -                | - | -                    | -                    | -                    |                      |                      |
| 2024-2025  | Griffins de Grand Rapids          | LAH        | 12 | 0                | 0                | 0                | 2                | -                | - | -                    | -                    | -                    |                      |                      |
| Totaux LNH | Totaux LNH                        | Totaux LNH | 81 | 3                | 9                | 12               | 55               | -                | - | -                    | -                    | -                    |                      |                      |

### En équipe nationale
| Année | Compétition                 |   | PJ | B | A | Pts | Pun | +/-             |  | Résultat |
| 2018  | Championnat du monde junior | 5 | 0  | 0 | 0 | 0   | 0   | Cinquième place |  |          |